# ボブ・ペティット
ボブ・ペティット（Bob Pettit）ことロバート・E・リー・ペティット・ジュニア（Robert E. Lee Pettit Jr., 1932年12月12日 - ) は、アメリカ合衆国・ルイジアナ州バトンルージュ出身の元プロバスケットボール選手。身長206cm、体重93kg、ポジションはフォワード。北米プロリーグNBAのセントルイス・ホークス（現アトランタ・ホークス）で活躍した、リーグ史を代表する往年の選手である。
ルイジアナ州立大学においてカレッジバスケ界にその名を轟かせた後、1954年のNBAドラフトにおいて全体2位指名でプロキャリアの全てを過ごすホークス（当時はミルウォーキー・ホークス）に入団。以後、1965年に引退するまでの11年間全てでオールNBAチーム、オールスターゲームに選ばれ続けるなど、デビューから一貫してリーグトップクラスの選手として君臨し続けた。1956年に新設されたシーズンMVPの初代の栄冠に浴し、またオールスターMVPも4度受賞。1958年にはホークスを優勝へと導いた。1971年には殿堂入りを果たし、NBAの25周年、35周年、50周年に発表された全てのオールタイムチームに名を連ね、背番号『9』はホークスの永久欠番となっている。

## 経歴

### 生い立ち
後にプロバスケットボールの頂点を極めるロバート・E・リー・ペティット・ジュニアのバトンルージュ高校（ルイジアナ州）時代最初の1年は、チーム入りすらさせてもらえないという屈辱的なものだった。しかし郡の保安官だった父の励ましにより、裏庭のバスケットゴールで熱心に練習に励んだペティットは、2年生のシーズンの途中にチームのテストを受けて見事に合格（この時点で身長はすでに193cmに達していた）すると、スターターの座も射止めた。最終学年である1950年にはチームを州のチャンピオンシップに導くが、後に振り返ってペティットは州チャンピオンシップ決勝の試合を、NBAにおける伝説的な試合として知られる1958年NBAファイナル第6戦と並んで、最も忘れがたい試合として挙げている。

### ルイジアナ州立大学
高校卒業後は奨学金を得てルイジアナ州立大学(LSU)に進学。公式戦デビューとなる2年生の1951‐52シーズンには（当時はNCAAの規定により1年生は公式戦に出場できなかった）チームをサウスイースタン・カンファレンス（SEC）2位の成績に導き、自身は平均25.6得点13.7リバウンドを記録してSECの得点王に輝くとともにオールSECチームにも選ばれた。翌1952-53シーズンには24.9得点13.9リバウンドの成績を残してオールアメリカンに選ばれ、チームは1935年以来2度目となるSECタイトル制覇を成し遂げると、NCAAトーナメントではファイナル4まで進出。大学でのラストシーズンとなる1953-54シーズンには31.4得点17.3リバウンドを記録してチームをSECタイトル連覇に導いている。平均31.4得点は例年ならばNCAA得点王に輝いてもおかしくない数字だったが、このシーズンはフランク・セルヴィが平均41.7得点を叩き出しており、ペティットは「史上最高の次点者」の地位に甘んじた。
大学通算成績は平均27.4得点14.6リバウンド。全てのシーズンでSECの得点王、オールSECチームに輝き、オールアメリカンにも2度選出された。またペティットが記録したシーズン通算464得点、シーズン通算フィールドゴール成功数170本、1試合フィールドゴール成功数23本、そして1試合57得点はいずれも現在も破られていないSECの歴代最高記録である。またSEC外のルイジアナカレッジ戦では60得点をあげている。ペティットが大学を卒業した1954年には早くも彼の背番号『50』がLSUの永久欠番となるが、これは同大学スポーツ史上初のことであった。1974年には「SECの歴史上偉大な選手」に選ばれ、LSU殿堂入りも果たしている。バトンルージュ市内を通る"ボブ・ペティット大通り"は彼に因んでいる。

### セントルイス・ホークス
大学での活躍にもかかわらず、プロリーグNBA関係者の多くは、大学卒業当時200ポンド（90.7kg）に満たなかった細身のペティットがNBAで通用するかについては懐疑的であった。そのペティットは1954年のNBAドラフトにてミルウォーキー・ホークスから全体2位指名を受けてNBA入りを果たす（ちなみに全体1位指名はフランク・セルヴィ。彼とは後にホークスでチームメートとなる）。
ペティットは周囲から投げ掛けられる否定的な評価を、コート上で見事に跳ね除けた。チームメートには長身のチャック・シェアが居たため、センターからフォワードにコンバートされたペティットは、ルーキーイヤーとなる1954-55シーズンから平均20.4得点、13.8リバウンド、3.2アシストという堂々たる成績を残し、新人王を受賞すると共に今後10年連続で選ばれる事になるオールNBA1stチーム、11年連続で選ばれる事になるオールスターにも選出され、早くもリーグを代表する選手となった。
ホークスがミルウォーキーからセントルイスへと本拠地を移し、セントルイス・ホークスとなった1955-56シーズン、プロ2年目のペティットは最初の絶頂期を迎える。このシーズン、平均25.7得点16.2リバウンド（通算1,849得点、1,164リバウンド)を記録したペティットはリーグの得点王、リバウンド王に輝くと共に、このシーズンから新設されたシーズンMVPの初代受賞者となった。さらに20得点、24リバウンド、7アシストをあげたオールスターでもMVPに輝き、ペティットは得点王、リバウンド王、シーズンMVP、オールスターMVPの四冠を達成している。エースの活躍に低迷していたホークスも上昇気流に乗り、前年の26勝から33勝まで勝ち星を上積みすると、トライシティーズ・ブラックホークス時代以来となる6年ぶりのプレーオフ進出を果たした。ペティットにとっては初となるプレーオフ1回戦ではミネアポリス・レイカーズと対戦。第1戦では25得点をあげてチームを勝利に導くも、第2戦では14得点に抑えられ、チームも75-133と実に58点差をつけられるという歴史的大敗を喫した。ホークスの立ち直りは不可能かに思われた第3戦は、しかしエース・ペティットが41得点をあげるという活躍を見せてホークスが勝利。今後NBAファイナル進出を賭けて幾度となく争うことになるレイカーズとの最初のライバル対決を、2勝1敗でホークスが制した。デビジョン決勝ではフォートウェイン・ピストンズと対決し、2勝3敗で敗れている。
1956-57シーズン前、ホークスはチームにとっても、またリーグにとっても非常に重要なトレードを行う。それはこの年、1956年のNBAドラフトでホークスが2位指名したビル・ラッセルを、ボストン・セルティックスのエド・マコーレー、クリフ・ヘイガンと交換するという内容だった。このトレードは後に13年間も続く事になるセルティックスによるリーグ支配の幕開けとなったが、同時にホークスも手薄だったインサイドをリーグ有数のビッグマンであるマコーレーで補強することができ、またヘイガンも優れたフォワードだった。マコーレーにヘイガン、そしてエースのペティットと好選手が揃ったホークスのフロントラインは"アンタッチャブル"と呼ばれ、他のチームの脅威となった。さらにバックコートにはNBA最初の王朝を築いたミネアポリス・レイカーズの先発ガードだったスレーター・マーティンを迎えている。新しい陣容で新シーズンを迎えたホークスだったがシーズン前半は波に乗れず、シーズン途中でレッド・ホルツマンはコーチの任を解かれ、後任にはアレックス・ハナムが就いた。結局このシーズンは34勝38敗と勝率は5割に達しなかったが、ホークスが所属するウエスタン・デビジョンは全体の成績が落ち込んでいたため、ホークスはプレーオフの第1シードを獲得すると、デビジョン決勝では2年連続の対戦となるレイカーズとのシリーズを3戦全勝で制してファイナル進出。ファイナルではシーズン前に重要なトレードを行った相手であるセルティックスと対決する。ペティットはこの大舞台で目覚しい活躍を見せ、第1戦では37得点、第3戦ではチームを勝利に導く遠距離からのウイニングショットを決めた。レギュラーシーズンでリーグ1位の勝率を残したセルティックスが圧勝するかに思われたファイナルはペティットの活躍でホークスが大健闘し、第7戦までもつれる。ホークスの2点ビハインドで迎えた第4Q終盤にはペティットが2本のフリースローを沈めてチームを危機から救い、試合の行方が二転三転した末にダブルオーバータイムまでもつれたファイナル史上屈指の名試合となったこの第7戦は、試合終了のブザーと同時に狙ったペティットのトスがリムに弾かれ、125-123で勝利したセルティックスが王朝の幕開けを告げる初優勝を遂げた。惜しくも優勝を逃したものの、ペティットはファイナル期間中29.8得点、16.8リバウンドの大活躍だった。

#### 1958年の優勝と50得点

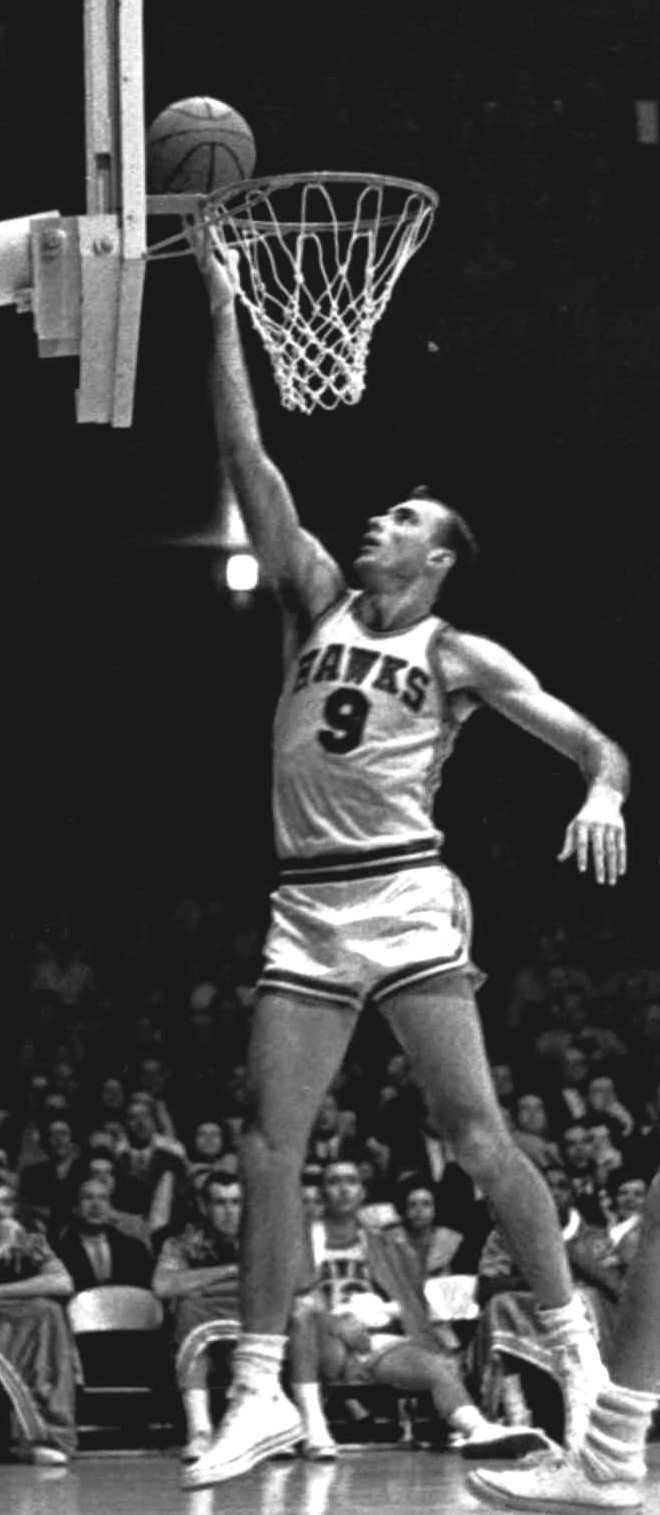
レイアップショットを試みるペティット（1957年）

迎えた1957-58シーズン、ファイナル初進出の余勢を駆ったホークスは当時のフランチャイズ記録となる41勝をあげ、2年連続でプレーオフ第1シードを獲得。24.6得点、17.4リバウンドの成績を残したペティットは地元セントルイスで開催されたオールスターで28得点26リバウンドを記録し、2度目のオールスターMVPに輝いている。プレーオフではデビジョン決勝でデトロイト・ピストンズを破ってファイナルに進出。2年連続でボストン・セルティックスとの頂上決戦が実現した。第3戦でセルティックスの大黒柱、ビル・ラッセルが負傷したことで、シリーズを優位に進めたホークスは、3勝2敗と王手を掛けた状況でセントルイスに帰還。ホームで迎えた第6戦で、ペティットは一世一代のパフォーマンスを見せる。ペティットは前半だけで19得点をあげると、セルティックスの反撃に遭った第4Qにはペティットの得点力が爆発。ペティットの放つシュートがセルティックスのダブルチーム、トリプルチームをものともせずに次々と決まり、ホークスの最後の21得点のうち18得点をあげた。108-107とホークスの1点リードで迎えた第4Q残り16秒にはリムに弾かれたスレーター・マーティンのミスショットを、ペティットがティップショットでねじ込み、試合の勝敗を決定付けた。110-109で勝利したホークスが初優勝を遂げ、この日ペティットが積み上げた50得点は当時のプレーオフ記録となった。この優勝は2010年現在に至るまでホークスの唯一の優勝となっている。またセルティックスは翌シーズンから未曾有のファイナル8連覇を果たすが、つまりホークスの優勝はセルティックスのファイナル10連覇を阻止した貴重な勝利となった。

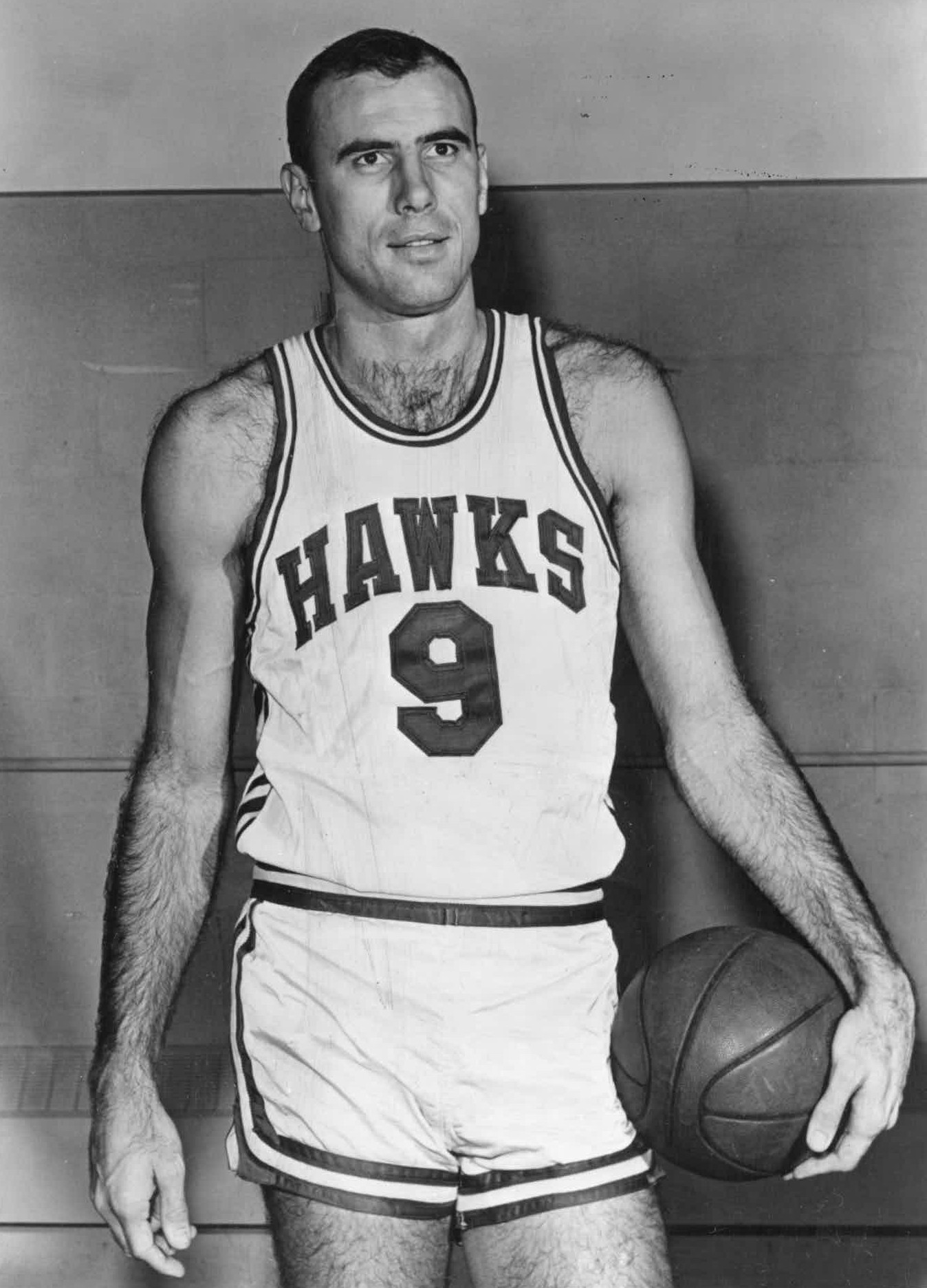
1961年のペティット

1958年の優勝以後もホークスはウエスタン・デビジョンの強豪として、そしてペティットはリーグを代表する選手として君臨し続ける。1958-59シーズンには平均29.2得点、16.4リバウンド（通算2,105得点）をあげて2度目の得点王、シーズンMVP、3度目のオールスターMVPに輝き、平均29.2得点は当時の歴代トップとなった。1960-61シーズンには平均27.9得点、20.3リバウンドを記録し、史上5人しかいない平均20得点・20リバウンド以上を達成した選手の一人となった。ホークスもマコーレー、マーティンら引退の後はクライド・ラブレット、レニー・ウィルケンズらが新戦力として加わり、1960-61シーズンには51勝をあげ、1960年、1961年にはファイナル進出を果たしているが、いずれもセルティックスの前に敗れ、優勝はならなかった。故障者の続出で試練の年となった1961-62シーズンにペティットはキャリアハイとなる平均31.1得点を記録しており、またシーズン終盤の6試合を選手兼ヘッドコーチとしてチームを率いて4勝2敗の成績を残したが、ペティットの奮闘も空しく、このシーズンを29勝51敗と大きく負け越したホークスはプレーオフを逃している。翌1962-63シーズンにはハリー・ギャラティンが新ヘッドコーチに就任し、チームもプレーオフに復帰するも、ホークスとペティットが再びファイナルの舞台を踏むことはなかった。
ペティットは引退するその時までリーグトップクラスの選手であり続けた。ラストシーズンとなった1964-65シーズンは膝の故障に悩まされて50試合の出場に留まったものの、それでも平均22.5得点12.4リバウンドをあげ、11年連続となるオールスターに選ばれると共に、オールNBAチーム選考ではデビュー以来続けてきた1stチーム入りこそ逃すも、2ndチーム入りを果たし、さらにこのシーズンにリーグ史上初となるキャリア通算20,000得点を達成している。プレーオフ1回戦でボルティモア・ブレッツに敗れた後、32歳のペティットは11年間のNBAキャリアに幕を閉じた。キャリア通算20,880得点は当時歴代1位、通算12,849リバウンドは当時歴代2位の記録だった。

## 業績
NBAデビュー以来全シーズンで平均20得点10リバウンド以上を達成するという偉業を成し遂げたペティットは、リーグ史上屈指のスコアラーであり、リバウンダーであった。大学時代は主にフックショットで得点をあげていたペティットは、対戦相手の執拗なゾーンディフェンスの対策のためにジャンプショット習得に熱心に取り組み、シュートエリア拡大に成功。後にジャンプショットはペティットの最も強力な得点手段の一つとなった。ペティットはカレッジバスケとNBAの大きな違いを接触プレイの多さであると早い段階で見抜き（同時にNBAの審判はファウルの宣告に甘い傾向にあることにも気付いた）、増量に着手。NBA入り当初は200ポンドしかなかったが、後に215ポンドまでの増量に成功している。ゴール下でのポジション取りの上手さは同時代の最高のリバウンダーの一人であるビル・ラッセルからも賞賛を受け、自身や味方のミスショットにも必ずセカンドチャンスを狙ってリムに向かって跳んだ。ラッセルは「ボブは"Second Effort"（直訳で「2つ目の努力」。主にアメリカンフットボールで使用されるスポーツ用語）という語彙を生み出した要素の一つだ」と語っている。

## 主な受賞
- NBA新人王：1955
- NBAオールスターゲーム出場：11回 (1955 - 1965)
- オールスターゲームMVP：4回 (1956, 1958, 1959, 1962)
- 最優秀選手賞：2回 (1956初代MVP, 1959)
- NBAファイナル制覇：1回 (1958)
- オール1stチーム：10回 (1955 - 1964)
- オール2ndチーム：1回 (1965)
- 得点王：2回 (1956, 1959)
- リバウンド王：1回 (1956)
- バスケットボール殿堂
- NBA25周年オールタイムチーム
- NBA35周年オールタイムチーム
- NBA50周年記念オールタイムチーム
- 背番号『9』はアトランタ・ホークスの永久欠番

- NBA史上初のキャリア通算20,000得点達成者
- NBA史上5人しかいないシーズン平均20得点20リバウンド以上達成者
- アトランタ・ホークスのチーム記録
  - 通算12,849リバウンドは歴代1位
  - 1試合57得点は歴代1位タイ
  - 1試合35リバウンドは歴代1位
  - プレーオフ1試合50得点は歴代1位

## 個人成績

### NBA

#### レギュラーシーズン
| シーズン     | チーム       | GP  | MPG  | FG%  | FT%  | RPG  | APG | PPG   |
| ------------ | ------------ | --- | ---- | ---- | ---- | ---- | --- | ----- |
| 1954–55      | MLH STL      | 72  | 36.9 | .407 | .751 | 13.8 | 3.2 | 20.4  |
| 1955–56      | MLH STL      | 72  | 38.8 | .429 | .736 | 16.2 | 2.6 | 25.7* |
| 1956–57      | MLH STL      | 71  | 35.1 | .415 | .773 | 14.6 | 1.9 | 24.7  |
| 1957–58†     | MLH STL      | 70  | 36.1 | .410 | .749 | 17.4 | 2.2 | 24.6  |
| 1958–59      | MLH STL      | 72  | 39.9 | .438 | .759 | 16.4 | 3.1 | 29.2* |
| 1959–60      | MLH STL      | 72  | 40.2 | .438 | .753 | 17.0 | 3.6 | 26.1  |
| 1960–61      | MLH STL      | 76  | 39.8 | .447 | .724 | 20.3 | 3.4 | 27.9  |
| 1961–62      | MLH STL      | 78  | 42.1 | .450 | .771 | 18.7 | 3.7 | 31.1  |
| 1962–63      | MLH STL      | 79  | 39.1 | .446 | .774 | 15.1 | 3.1 | 28.4  |
| 1963–64      | MLH STL      | 80  | 41.2 | .463 | .789 | 15.3 | 3.2 | 27.4  |
| 1964–65      | MLH STL      | 50  | 35.1 | .429 | .820 | 12.4 | 2.6 | 22.5  |
| 通算         | 通算         | 792 | 38.8 | .436 | .761 | 16.2 | 3.0 | 26.4  |
| オールスター | オールスター | 11  | 32.7 | .420 | .775 | 16.1 | 2.0 | 20.3  |

#### プレーオフ
| シーズン | チーム | GP | MPG  | FG%  | FT%  | RPG  | APG | PPG   |
| -------- | ------ | -- | ---- | ---- | ---- | ---- | --- | ----- |
| 1956     | STL    | 8  | 34.3 | .367 | .843 | 10.5 | 2.3 | 19.1  |
| 1957     | STL    | 10 | 43.0 | .414 | .767 | 16.8 | 2.5 | 29.8* |
| 1958†    | STL    | 11 | 39.1 | .391 | .729 | 16.5 | 1.8 | 24.2  |
| 1959     | STL    | 6  | 42.8 | .423 | .785 | 12.5 | 2.3 | 27.8  |
| 1960     | STL    | 14 | 41.1 | .442 | .754 | 15.8 | 3.7 | 26.1  |
| 1961     | STL    | 12 | 43.8 | .412 | .757 | 17.6 | 3.2 | 28.6  |
| 1963     | STL    | 11 | 42.1 | .459 | .778 | 15.1 | 3.0 | 31.8  |
| 1964     | STL    | 12 | 41.2 | .412 | .835 | 14.5 | 2.8 | 21.0  |
| 1965     | STL    | 4  | 23.8 | .366 | .800 | 6.0  | 2.0 | 11.5  |
| 通算     | 通算   | 88 | 40.3 | .418 | .774 | 14.8 | 2.7 | 25.5  |